# Отворено првенство Катара за мушкарце 2007.
Отворено првенство Катара за мушкарце 2007 (познат и под називом Qatar ExxonMobil Open 2007) је био тениски турнир који је припадао АТП Интернационалној серији у сезони 2007. То је било петнаесто издање турнира који се одржао на тениском комплексу у Дохи у Катару од 1. јануара 2007. — 6. јануара 2007. на тврдој подлози.

## Носиоци
| Држава | Играч              | Позиција1 | Носилац |
| ------ | ------------------ | --------- | ------- |
| РУС    | Николај Давиденко  | 3         | 1       |
| ХРВ    | Иван Љубичић       | 5         | 2       |
| КИП    | Маркос Багдатис    | 12        | 3       |
| УК     | Енди Мари          | 17        | 4       |
| РУС    | Михаил Јужни       | 24        | 5       |
| ШВЕ    | Робин Седерлинг    | 25        | 6       |
| ФРА    | Себастијан Грожан  | 28        | 7       |
| ШВА    | Станислас Вавринка | 30        | 8       |

- 1 Позиције од 25. децембра 2006.[1]

### Други учесници
Следећи играчи су добили специјалну позивницу за учешће у појединачној конкуренцији:
- Потито Стараче
- Султан Халфан
- Јунес ел Ајнауи

Следећи играчи су ушли на турнир кроз квалификације:
- Федерико Луци
- Марко Кјудинели
- Томаш Цакл
- Денис Гремелмајр

## Носиоци у конкуренцији парова
| Држава | Играч               | Држава | Играч            | Носиоци |
| ------ | ------------------- | ------ | ---------------- | ------- |
| ШВЕ    | Јонас Бјеркман      | БЛР    | Макс Мирни       | 1       |
| БАХ    | Марк Ноулз          | КАН    | Данијел Нестор   | 2       |
| ЧЕШ    | Мартин Дам          | ИНД    | Леандер Паес     | 3       |
| ПОЉ    | Маријуш Фирстенберг | ПОЉ    | Марћин Матковски | 4       |

### Други учесници
Следећи играчи су добили специјалну позивницу за учешће у конкуренцији парова:
- Кристоф Рохус/ Кристоф Влиген
- Јунес ел Ајнауи/ Султан Халфан

## Шампиони

### Појединачно
Иван Љубичић је победио  Ендија Марија са 6:4, 6:4.
- Љубичићу је то била прва (од две) титуле те сезоне и седма (од 10) у каријери.

### Парови
Михаил Јужни /  Ненад Зимоњић су победили  Мартина Дама /  Леандера Паеса са 6:1, 7:6 (7:3).
- Јужном је то била прва (од две) титуле те сезоне и друга у каријери.
- Зимоњићу је то била прва (од пет) титула те сезоне и 14-та у каријери.